# Arnold Zadikow

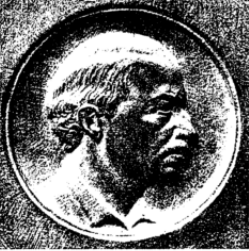
Selbstbildnis (Bronzeplakette, 1915)

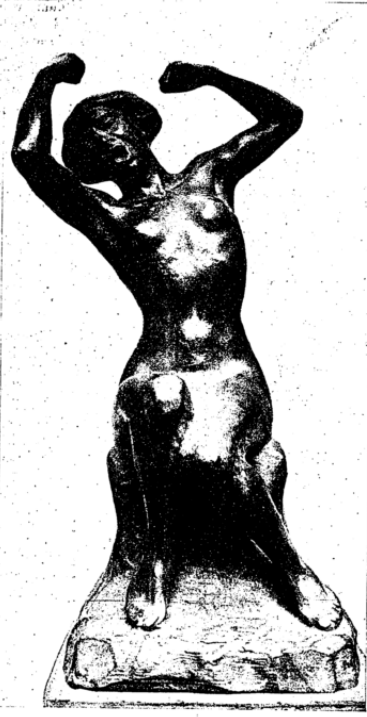
Gähnende (1915)

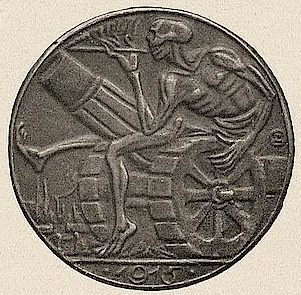
42 cm 1915, Medaille

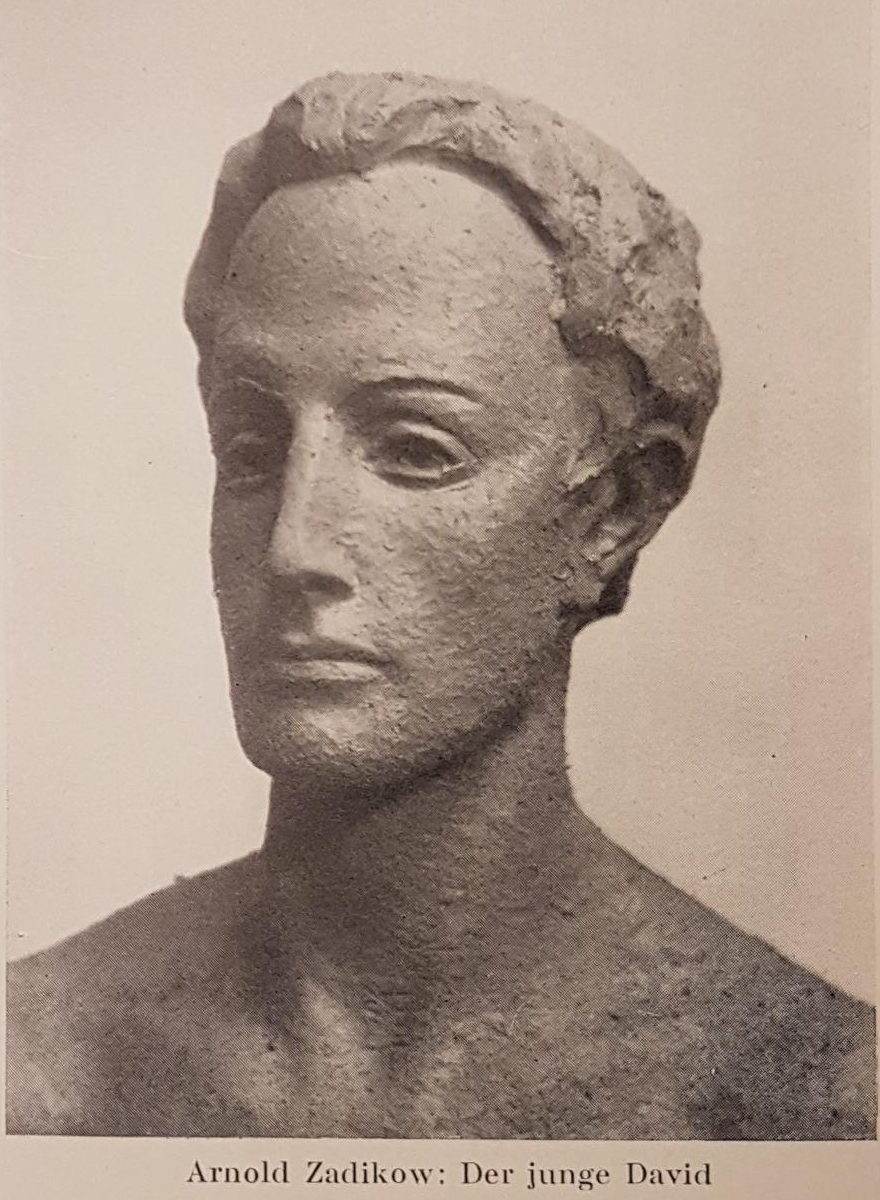
Abbildung in Philo-Lexikon. Handbuch des jüdischen Wissens (1934)

Arnold Zadikow (geboren 27. März 1884 in Kolberg; gestorben 8. März 1943 im Ghetto Theresienstadt) war ein deutscher Bildhauer und Medailleur.

## Leben
Arnold Zadikow war Sohn des Kantors Isidor Zadikow und der Berta Moses. Er besuchte das Gymnasium bis zum Einjährigen, machte dann eine Maurerlehre und besuchte die Baugewerksschule. Er arbeitete als Maurergeselle in einem Handwerksbetrieb in Posen und dann in einem Immobilienunternehmen in Berlin, das er verließ, um bildende Kunst zu studieren. Nach einem Jahr an der Berliner Kunsthochschule wechselte er zu Heinrich Waderé an die Akademie der Bildenden Künste nach München. Zadikow war Soldat im Ersten Weltkrieg und britischer Kriegsgefangener.
Nach dem Krieg lebte er in München und Rom und heiratete 1920 die Grafikerin Hilda Lohsing, sie hatten eine 1923 geborene Tochter. Nach der Machtübergabe an die Nationalsozialisten 1933 floh er mit seiner Frau und der Tochter Marianne in die Tschechoslowakei, wo er in der Glasfabrik Moser in Karlsbad Arbeit fand. In Frankreich schuf er 1935 ein Bronzeporträt für das Grab von Magnus Hirschfeld. Nach dem Anschluss des Sudetenlandes 1938 an das Deutsche Reich wurde er dort arbeitslos und zog nach Prag, wo er Anfang 1939 nach der Zerschlagung der Tschechoslowakei festsaß. Am 15. Mai 1942 wurde er mit seiner Familie in das Ghetto Theresienstadt deportiert, wo er 1943 an den Haftbedingungen starb. Hilda Zadiková und die Tochter überlebten den Holocaust und zogen nach Kriegsende in die USA.
Zadikows Büste Der junge David wurde 1933 bei der Eröffnung des Jüdischen Museums Berlin zusammen mit Werken von Lesser Ury und Jakob Steinhardt programmatisch als Werk der Gegenwartskunst im Eingangsbereich aufgestellt. Die Plastik ging in der Zeit des Nationalsozialismus verloren.